# Patricia Guerra
Patricia Guerra, född den 21 juli 1965 i Las Palmas de Gran Canaria, är en spansk seglare.
Hon tog OS-guld i 470 i samband med de olympiska seglingstävlingarna 1992 i Barcelona.